# The Ballads
The Ballads (o también Love Songs) es una álbum recopilatorio de la cantante estadounidense Mariah Carey, lanzado el 20 de octubre de 2008, bajo el sello discográfico de Sony Music.
El editor de la revista Billboard, Keith Caulfield consultó a Sony Music sobre el rumor de un posible nuevo álbum recopilatorio de la diva. Sony Music confirmó aquel rumor y dijo que el lanzamiento de la compilación está programado para el 20 de enero de 2009, en celebración al día San Valentín.
El álbum estará compuesto de muchos de los mayores éxitos que la cantante ha lanzado, la mayoría de estos tratan acerca de amor y relaciones.
Se estima que ha vendido 1 millón de ejemplares vendidos en el mundo.
El álbum debutó en la posición #10 del Billboard 200. Según Nielsen SoundScan, hasta marzo de 2013, The Ballads vendió 160 000 copias en los Estados Unidos.

## Lista de canciones
1. “Hero” (Mariah Carey, Walter Afanasieff) - 4:19
2. “Vision of Love” (Carey, Ben Margulies) - 3:31
3. “Without You” (Peter Ham, Tom Evans) - 3:33
4. “Always Be My Baby” (Carey, Jermaine Dupri, Manuel Seal) - 4:18
5. “My All” (Carey, Afanasieff) - 3:52
6. “How Much” (con Usher) (Carey, Bryan-Michael Cox, Dupri, Darryl Harper, Ricky Rouse, 2Pac, Tyrone Wrice) - 3:31
7. “Dreamlover” (Carey, Dave Hall) - 3:53
8. “Thank God I Found You Make It last Remix” (Carey, Jimmy Jam y Terry Lewis) - 4:17
9. “The Roof” (Carey, Jean Claude Oliver, Samuel Barnes, Cory Rooney, Albert Johnson, Kejuan Waliek Muchita) - 4:43
10. “One Sweet Day” (con Boyz II Men) (Carey, Michael McCary, Nathan Morris, Wanya Morris, Shawn Stockman, Afanasieff) - 4:42
11. “Anytime You Need a Friend” (Carey, Afanasieff) - 4:26
12. “I'll Be There” (con Trey Lorenz) (Berry Gordy, Bob West, Hal Davis, y Willie Hutch) - 4:25
13. “I Still Believe” (Antonina Armato, Giuseppe Cantarelli) - 3:54
14. “Reflections (Care Enough)” (Carey, Philippe Pierre) - 3:23
15. “Open Arms” (Steve Perry, Jonathan Cain) - 3:30
16. “Against All Odds (Take a Look at Me Now)” (con Westlife) (Phil Collins) - 3:25
17. “Endless Love” (con Luther Vandross) (Lionel Richie) - 4:21
18. “All I Want for Christmas Is You” (pista adicional) (Carey, Afanasieff) - 4:01